# Contea di Longjiang
La contea di Longjiang (龙江县S, LóngjiāngP) è una contea della Cina, situata nella provincia di Heilongjiang e amministrata dalla prefettura di Qiqihar.